# 醜娃娃大冒險
是一部2019年美國電腦動畫點唱機音樂喜劇片，由凱利·艾西貝瑞執導，布萊斯·海明威（Blaise Hemingway）、艾莉卡·里維諾亞（Erica Rivinoja）與賈斯汀·斯皮澤撰寫劇本；改編自同名毛絨玩具。該片由原力動畫（Original Force）、勞勃·羅里葛茲的麻煩製造者工作室和STX娛樂共同製作，STX娛樂也負責在美國發行該片。
其配音員包括凱莉·克萊森、嘻哈鬥牛梗、尼克·強納斯、旺達·塞克絲、加布里埃爾·伊格萊西亞斯、布雷克·謝爾頓、賈奈爾·夢內、艾瑪·羅勃茲、王力宏、碧碧·雷克萨、酷娃恰莉及Lizzo。該片2019年5月3日在美國上映。

## 劇情
故事敘述當玩偶工廠的娃娃出現瑕疵品後就會將其丟到另一個奇幻世界——醜怪鎮，擁有生命的「醜娃娃」們都在那生活著。醜娃娃莫西和她的醜娃娃朋友們希望能獲得人類的喜愛而翻山越嶺至完美學園，那裡是毫無瑕疵的玩偶待的地方。醜娃娃一行人在那遇到了完美娃娃的領導者小盧，他為了完美而訓練娃娃們，以在人類世界中找到匹配自己的孩子。隨著故事推進，醜娃娃們了解到接納自己的不完美比完美更來得重要。

## 演員
- 凱莉·克萊森配音莫西（Moxy）
- 尼克·強納斯配音小盧（Lou）
- 賈奈爾·夢內配音曼蒂（Mandy）
- 布雷克·謝爾頓配音歐克斯（Ox）
- 嘻哈鬥牛梗配音醜狗（Ugly Dog）
- 旺達·塞克絲配音維格（Wage）
- 加布里埃爾·伊格萊西亞斯配音貝波（Babo）
- 艾瑪·羅勃茲配音小怪頭（Wedgehead）[4]
- 王力宏配音幸運蝙蝠（Lucky Bat）
- 碧碧·雷克萨配音修絲黛（Tuesday）
- 酷娃恰莉配音凱蒂（Kitty）
- Lizzo配音莉迪亞（Lydia）

## 發行
《醜娃娃大冒險》由STX娛樂定於2019年5月3日在美國上映；在此前的上映日為2019年5月10日。

## 外部連結
- 互联网电影数据库（IMDb）上《醜娃娃大冒險》的资料（英文）
- Box Office Mojo上《醜娃娃大冒險》的資料（英文）
- 爛番茄上《醜娃娃大冒險》的資料（英文）
- Metacritic上《醜娃娃大冒險》的資料（英文）